# مسیه ۶۰
مسیه ۶۰ (به انگلیسی: Messier 60) (یا NGC 4649) یک کهکشان در صورت فلکی دوشیزه و عضو ابرخوشه دوشیزه است. این کهکشان تا سامانه خورشیدی ۵۵ میلیون سال نوری فاصله دارد.

## سیاه‌چاله
در مرکز مسیه ۶۰ یک سیاهچاله با جرم ۳٫۶ میلیون برابر جرم خورشید یافت شده‌است که یکی بزرگترین سیاه‌چاله‌های یافت شده‌است.